# Edmond Dosti
Edmond Dosti (* 5. Februar 1969 in Tirana) ist ein ehemaliger albanisch-österreichischer Fußballspieler, der als Stürmer aktiv war.

## Karriere

### Verein
Dosti spielte als Stürmer unter anderem für Partizani Tirana in Albanien sowie für Olimpija Ljubljana in Slowenien.
In der Saison 1992/93 wurde er Torschützenkönig der ersten albanischen Liga mit 21 Toren. In derselben Saison gewann er mit Partizani auch die Meisterschaft, gemeinsam mit den Nationalspielern Adnan Ocelli und Artan Bano. Zudem gewann er mit Partizani zwei Mal den albanischen Pokal.
Mit Olimpija Ljubljana wurde er in der Saison 1994/95 Meister. Danach spielte er ein Jahr für SK Vorwärts Steyr, der in der Saison 1995/96 aber keinen Sieg erlangen konnte und absteigen musste, worauf Dosti nach Ljubljana zurückkehrte. Nach einem Jahr in Slowenien und einer Verpflichtung in Südkorea bei Atom. kehrte er zurück nach Österreich und spielte für den SC Eisenstadt in der Regionalliga Ost.
Seine Karriere beendete Dosti in Österreich bei kleineren Mannschaften. 2010 lebte er in Klagenfurt.

### Nationalmannschaft
Dosti war von 1991 bis 1995 Mitglied der albanischen Nationalmannschaft und absolvierte insgesamt fünf Länderspiele, alle als Einwechselspieler. Sein erster Einsatz fand am 1. Mai 1991 gegen die Tschechoslowakei statt.

## Erfolge
Mit Partizani Tirana
- Albanischer Meister: 19993[3]
- Pokalsieger: 1991, 1993

Mit Olimpija Ljubljana
- Slowenischer Meister: 1995